# Chris Tonietto
Christine Nogueira dos Reis Tonietto, mais conhecida como Chris Tonietto (Rio de Janeiro, 14 de maio de 1991), é uma advogada e política brasileira, filiada ao Partido Liberal (PL) e atualmente deputada federal pelo Rio de Janeiro.

## Carreira
Chris Tonietto formou-se em direito pela Universidade Federal Fluminense (UFF) em 2016.
Na qualidade de advogada do Centro Dom Bosco, organização católica da qual chegou a fazer parte, ajuizou em 2017 ação indenizatória contra o coletivo de humor Porta dos Fundos, em razão de um vídeo que parodiava a ideia do céu no catolicismo. O processo foi extinto sem exame do mérito no ano seguinte, devido a ausência do pagamento das custas processuais.
Nas eleições de 7 de outubro de 2018, foi eleita deputada federal pelo Rio de Janeiro para a 56ª legislatura da Câmara dos Deputados através do Partido Social Liberal (PSL), com 38.525 votos (0,50% dos votos válidos). Foi reeleita para um segundo mandato em 2022 com 52.583 votos (0,61% dos votos válidos).

### Condenação por dano moral coletivo
No dia 12 de junho de 2020, Chris Tonietto publicou na rede social Facebook: "A pedofilia está relacionada mais especificamente com a chamada ‘teoria de gênero’ e sua aplicação nos ambientes escolares. Defendida explicitamente por alguns expoentes do movimento LGBT, a pedofilia está sendo visivelmente introduzida no país como fator de dissolução da confiança nas relações familiares e corrupção moral de toda uma geração de crianças expostas a uma erotização abominável desde a mais tenra infância."
Em resposta, o MPF pediu que a deputada apague a publicação, pague 50 mil reais em indenização por crime de homofobia e publique uma retratação em rede social. Segundo os procuradores regionais dos Direitos do Cidadão Ana Padilha, Julio Araujo e Sérgio Suiama, "a publicação induz falsamente a opinião pública a acreditar que todo o grupo de pessoas homossexuais seria propenso a cometer os graves crimes que giram em torno da pedofilia, gerando preconceito e reforçando estigmas (...) Além do teor discriminatório, é patente que a descabida associação entre a homossexualidade e a prática de crimes associados à pedofilia estimula a violência contra este grupo, caracterizando discurso de ódio e menosprezo pelo ordenamento jurídico e pelas instituições democráticas." Chris Tonietto, no entanto, se recusou a cumprir o proposto, dizendo que tem imunidade parlamentar e que o pedido do MPF era um ato de censura.
A Procuradoria Regional dos Direitos do Cidadão tinha recomendado em julho de 2020 que a deputada apresentasse estudos científicos para embasar sua opinião. Chris Tonietto, no entanto, sustentou que seu posicionamento estaria baseado no senso comum e na realidade. Como embasamento para sua opinião, a deputada disse ainda que citou na postagem o livro "Crônicas de um Gay Assumido”, publicado em 2003 pela editora Record, de Luiz Mott, antropólogo e fundador do Grupo Gay da Bahia.
Em julho de 2022, a Justiça Federal do Rio de Janeiro condenou Tonietto ao pagamento de indenização por danos morais coletivos, no valor de cinquenta mil reais. Na sentença, a juíza federal Italia Bertozzi observou que "não se pode elastecer a imunidade (parlamentar) a ponto de fazê-la escudar toda e qualquer manifestação emitida pelo cidadão, que, exercendo mandato eletivo, profira opiniões ofensivas a pessoas e/ou coletividades, sem nexo etiológico com o cargo desempenhado".

## Histórico Eleitoral
| Ano  | Eleição                    | Partido | Cargo            | Votos  | %     | Resultado | Ref    |
| ---- | -------------------------- | ------- | ---------------- | ------ | ----- | --------- | ------ |
| 2018 | Estadual do Rio de Janeiro | PSL     | Deputado Federal | 38.525 | 0,50% | Eleita    | [ 9 ]  |
| 2022 | Estadual do Rio de Janeiro | PL      | Deputado Federal | 52.583 | 0,61% | Eleita    | [ 10 ] |